# Kamtjatka
Kamtjatka (russisk: полуо́стров Камча́тка) er en 1.250 km lang og 450 km bred halvø i Russisk fjernøsten med et areal på 472.300 km². Den ligger mellem Stillehavet (mod øst) og det Okhotske Hav (mod vest). Kamtjatka er den største halvø i Østasien. Mod nord er den landfast med Østsibirien, og derfra strækker den sig sydpå i retning af de japanske øer. Den vigtigste by på Kamtjatka er Petropavlovsk-Kamtjatskij, der har ca. 195.000 indbyggere, og som ligger ved Avatjiskajabugten, der regnes for én af verdens største naturhavne.
I 1996 blev vulkanområdet på Kamtjatka, som i det store og hele udgør én stor naturpark, erklæret for verdensarvområde af UNESCO.

## Geografi
Kamtjatka er geologisk set endnu et meget ungt område, hvor voldsomme kræfter har været på spil de seneste to millioner år. Stillehavspladen skyder sig over en bred front og med en hastighed på 8-10 cm pr. år ind under den Eurasiske Plade. Det presser halvøen i vejret, og det har skabt den 10.500 meter dybe Kuril-Kamtjatka-grav, der løber mellem halvøen og Stillehavet.
Kamtjatka ligger mellem den 51. og den 62. nordlige breddegrad og langs den 160. østlige længdegrad. Bjergkæden Sredinnij-bjergene løber på langs ned gennem halvøen og stiger højt op over snegrænsen. Her findes op mod 160 vulkaner, hvoraf de 28 er aktive. I gennemsnit er seks af vulkanerne i udbrud hvert år. Den største vulkan er Kljutjevskaja Sopka, som med sine 4.750 meter er halvøens højeste punkt og ligger på bjergkædens østside. Denne vulkan havde flere udbrud i løbet af 1700- og 1800-tallet. På bjergkædens vestside er bjerget Itjinskaja Sopka (3.621 meter) højest. De fleste udslukte vulkaner findes på halvøens sydlige del, hvor Korjazkaja Sopka med sine 3.456 meter er den højeste. Kamtjatka er også rig på varme kilder og gejsere.
Den største flod er den 758 kilometer lange Kamtjatka-flod, der udspringer øst for Sredinnyj-bjergene, og som udmunder i Stillehavet ved byen Ust-Kamtjatsk, cirka 300 kilometer vest for Kommandørøerne. Dertil har halvøen også den 75 kilometer lange flod Kisun.
Klimaet er mere koldt end Europas på samme breddegrad. I den sydlige del er årets middeltemperatur + 3 °C, og i den nordlige del er den -6 °C. I januar er middeltemperaturen mod syd – 7 °C og i nord – 21 °C, i juli er middeltemperaturerne i syd 14 grader og i nord 11 grader. Om vinteren er vestkysten betydeligt koldere end østkysten. Om sommeren er vejret meget ustadigt med hyppige tåge- og regnvejrsperioder.

## Flora

### Beringsk skovvegetation
Vegetationen er kendetegnet ved dværgtræer som krybe-fyr og sibirisk el. Denne vegetation er vidt udbredt langs floderne Anadyr og Penzjina, i Korjakskoje-bjergene, på det nordlige Kamtjatka og visse områder af den sydlige del, på Kommandørøerne og på Kurilerne. Den arktiske zone antages at have sin grænse mod den nordlige lærketræsvegetation i dette område.
Vegetationen skifter gradvist fra krattene i de kontinentale dele, hvor krybe-fyr dominerer, til krat i de kystnære egne, domineret af østsibirisk el (Larix gmelinii), som er et gennemgående træk ved alle vegetationstyperne, da arten er det eneste rigtige træ. Den danner små skovområder i floddalene og på sydvendte skråninger.
I floddalene findes også små skovstykker, der er domineret af sibirisk balsampoppel (Populus suaveolens) og Chosenia arbutifolia. Hvor der er permafrost, dannes der højmoser, domineret af star-arten Carex appendiculata og arter af kæruld og tørvemos.

### Østokhotsk nåletræsvegetation
Denne vegetationstype ligger midt på Kamtjatka mellem Sredinnij- og Vostotjnij-bjergkæderne. Lærk og gran (her Picea ajanensis) danner nåleskove i det særlige, submaritime lokalklima, som opstår på grund af bjergenes beskyttelse mod de kolde luftmasser over det henholdsvis Stillehavet og det Okhotske hav. Området er indrammet af beringske skove med Alnus viridis subsp. fruticosa som den dominerende art mod nord og skove med kamtjatkabirk på syd-, øst- og vestsiden. Disse nåleskove er kendetegnet ved, at de fleste arter har en cirkumpolar udbredelse.
Skove med østsibirisk lærk er dominerende på steder, hvor der er sket alvorlig forstyrrelse i form af skovbrande eller vulkanudbrud, men også på steder med et mere kontinentalt lokalklima. Skovenes sammensætning svarer til skovene i Østsibirien og det russiske fjernøsten.
Skove med sibirisk balsampoppel, Chosenia arbutifolia og sakhalinpil (Salix udensis) findes i områdets floddale, og langs Kamtjatka-floden findes der enge med typiske, nordlige plantesammensætninger.

### Vegetationer med Kamtjatka-Birk
Kamtjatkabirk (Betula ermanii) danner skove på nogle steder i det sydlige Kamtjatka og desuden på Kurilerne, hvor klimaet er kystpræget med kolde somre og milde vintre og næsten jævnt fordelt nedbør året rundt. I snelejer finder man en anden vegetationstype, højstaudesamfundet. Begge typer kendetegner det kølige og våde kystklima inden for den nordlige zone.
Den vigtigste og mest udbredte vegetationstype i området er birkeskov med højstauder som Senecio cannabifolius og Filipendula camtschatica. På veldrænede voksesteder øges antallet af disse kraftigt voksende stauder med indslag af eksempelvis Geranium erianthum, Saussurea pseudotilesii og Artemisia opulenta. På fugtige områder i den sydlige og østlige del af området danner de høje stauder sæteragtige engsamfund sammen med purpurrørhvene. Det drejer sig om urteagtige planter, der bliver op til fire meter høje, og som ofte har voldsomt store blade (Petasites amplus og P. tatewakianus har 1,5 meter brede blade). Antallet af arter er ikke ret stort, men omfatter bl.a. Aconogonon weyrichii, Angelica sachalinensis, Petasites amplus og kæmpe-pileurt. Desuden finder man arter som Aconitum fischeri (stormhat-art), Anthriscus sylvestris (kørvel-art), Cirsium kamtschaticum (art af bladhovedtidsel), Filipendula camtschatica (mjødurt-art), Heracleum lanatum (bjørneklo-art), Senecio cannabifolius (art af brandbæger) og Urtica platyphylla (nælde-art). Disse planter vokser forbavsende hurtigt i foråret, og Filipendula camtschatica klarer ofte op til 10-15 centimetr om dagen. Den voldsomme vækstkraft og arternes evne til at udkonkurrere andre giver anledning til forsigtighed med at bruge dem under have- eller parkforhold. Eksemplet med kæmpe-pileurt, der er blevet et landskabsukrudt, taler sit eget sprog.
Skove med Populus suaveolens, Chosenia arbutifolia og sakhalinpil (Salix udensis) dominerer også i dette områdes dale, men her sammen med høje stauder.

## Fauna
Faunaen er af arktisk type med ren, vildfår, bjørn, ulv, jærv, zobel, polarræv, hermelin, snehare og andre nordiske dyr. Blandt fuglene er svaner og ænder de vigtigste, men desuden findes der store mængder havfugle og mange arter af rovfugle, blandt andet verdens største ørneart, Stellers havørn. Kamtjatka regnes for at have den største diversitet blandt laksefisk, og betydelige dele af laksebestanden i det nordlige stillehav vandrer op for at gyde i halvøens vandløb. I havet lige uden for kysten ses ofte blåhvaler. 

## Kamtjatka-krabbe
(Paralithodes camtschaticus; eng. red king crab, fr. crabe royal du Kamtchatka, ty. Königskrabbe, Kamtschatkakrabbe) har sammen med flere andre arter af king crabs, fx Lithodes aequispinus (golden king crab) og Paralithodes platypus (blue king crab) stor kulinarisk og økonomisk interesse, særligt i USA, Canada og Japan. I perioden 1961-69 overførte sovjetiske videnskabsmænd adskillige millioner kamtjatka-krabber både som larver og voksne fra Beringshavet til Barentshavet for at etablere et fremtidigt fiskeri af de værdifulde store dyr: Kropsstørrelse op til 28 centimeter, benspænd op til 180 centimeter og vægt op til 10 kilo. Forsøget lykkedes for så vidt over al forventning, idet kamtjatka-krabber siden begyndelsen af 1990'erne har invaderet nordnorske farvande i stort tal, samtidig med at de breder sig sydpå. Nogle mener, det er en økologisk katastrofe, mens andre er glade for fiskeriet og de indtægter, det bringer.

## Befolkning
I dag lever der omkring 400.000 mennesker på Kamtjatka, og halvøen er ret tyndt befolket. Cirka 40 % af indbyggerne bor i den største by, Petropavlovsk-Kamtjatskij, der er hovedstad i oblasten Kamtjatka og halvøens økonomiske centrum.
Hovedparten af befolkningen er russere, og kun omkring 2,5 % nedstammer fra halvøens urbefolkning. De tilhører folkeslagene korjakker, itelmener, evener, tjukter og aleuter. Den nordlige del af halvøen hører under korjakkernes autonome område, hvor der bor op mod 13.000 korjakker.

## Historie
Kamtjatka blev opdaget af omstrejfende kosakker i 1697. Da man fandt en stor bestand af zobel på halvøen, blev området snart annekteret af Rusland, og urbefolkningen blev underkastet og næsten udryddet.
Danskeren Vitus Bering foretog på den russiske kejsers vegne i årene 1725-1730 og 1733-1743 store ekspeditioner til Kamtjatka og videre nordpå til Beringshavet. Georg Wilhelm Steller, der var botaniker og teolog, lavede omfattende optegnelser fra den anden af disse ekspeditioner. Først efter 1990 blev Kamtjatka åbnet for udlændinge. I mere end 50 år var halvøen et afspærret militært område, hvorfra de sovjetiske myndigheder overvågede den amerikanske vestkyst. Selv landets egne indbyggere skulle have særlig tilladelse for at kunne rejse til Kamtjatka eller slå sig ned dér. I 1983 nedskød det sovjetiske forsvar passagerflyet Korean Air Lines Flight 007, som var kommet ind over sovjetisk luftrum ved Kamtjatka. Man frygtede angiveligt, at det var et kamufleret spionfly fra USA. Flyet er aldrig blevet fundet, og de 269 passagerer og besætning regnes for omkomne.

## Eksterne links
- Generel beskrivelse af floraen Arkiveret 13. august 2006 hos  Wayback Machine (engelsk)
- Vegetationsliste med botaniske navne Arkiveret 6. juli 2006 hos  Wayback Machine (tysk)
- Kort med indtegning af vegetationstyperne
- Beskrivelse af Kamtjatka-krabber

- Wikimedia Commons har flere filer relateret til Kamtjatka

57°N 160°Ø / 57°N 160°Ø